# Mikhail Rasumny
Pour les articles homonymes, voir Rasumny.
Mikhail Rasumny (en russe : Михаил Александрович Разумный, Mikhaïl Aleksandrovitch Razoumny), né le 13 mai 1890 à Odessa (Ukraine ; alors Empire russe), mort le 17 février 1956 à Los Angeles — Quartier de Woodland Hills (Californie), est un acteur d'origine russe, généralement crédité « Mikhail Rasumny » (parfois « Michael Rasumny »).

## Biographie
Après des débuts au théâtre dans son pays natal vers la fin des années 1910, Mikhail Rasumny s'installe en Allemagne durant les années 1920 et apparaît au cinéma dans le film muet Der erste Kuß de Carl Lamac (avec Anny Ondra), sorti en 1928. Après huit autres films muets allemands, son premier film parlant (et dernier tourné en Allemagne) est Das alte Lied d'Erich Waschneck (avec Lil Dagover), sorti en 1930.
En 1933, à l'avènement du nazisme, il quitte son premier pays d'adoption pour la France, puis émigre en 1937 aux États-Unis, où il s'installe définitivement. Il y poursuit sa carrière au théâtre et joue à Broadway (New York) dans deux pièces, la première représentée en 1940. La seconde, en 1954, est l'adaptation de Colombe de Jean Anouilh, avec Julie Harris dans le rôle-titre.
À Hollywood, son premier film américain est Camarade X de King Vidor (1940, avec Clark Gable et Hedy Lamarr). Comme second rôle de caractère, il contribue à quarante autres films américains (dont quatre courts métrages), le dernier étant L'Ardente Gitane de Nicholas Ray (avec Jane Russell et Cornel Wilde), sorti en mars 1956, peu après sa mort. S'y ajoute la coproduction américano-italienne Les Pirates de Capri (1949, avec Louis Hayward et Binnie Barnes).
Parmi ses autres films notables, citons Shanghai Gesture de Josef von Sternberg (1941, avec Ona Munson, Victor Mature et Gene Tierney), Pour qui sonne le glas de Sam Wood (1943, avec Gary Cooper et Ingrid Bergman), Anna et le Roi de Siam de John Cromwell (1946, avec Irene Dunne, Rex Harrison et Linda Darnell), ou encore Un cœur à prendre de Sam Wood (1946, avec Ginger Rogers et Jean-Pierre Aumont).
Pour la télévision, entre 1950 et 1956, Mikhail Rasumny collabore à neuf séries, majoritairement consacrées au théâtre.

## Filmographie partielle

### Au cinéma

#### Période allemande (1928-1930)
(comme Michael Rasumny)
- 1928 : Der erste Kuß de Carl Lamac
- 1928 : Rasputins Liebesabenteuer de Martin Berger
- 1929 : Diane - Die Geschichte einer Pariserin d'Erich Waschneck
- 1929 : Die Schmugglerbraut von Mallorca d'Hans Behrendt
- 1929 : Die Abenteurer G.m.b.H. de Fred Sauer
- 1930 : Das alte Lied d'Erich Waschneck

#### Période américaine (1940-1956)
(films américains, comme Mikhail Rasumny, sauf mention contraire)
- 1940 : Camarade X (Comrade X) de King Vidor
- 1941 : Par la porte d'or (Hold Back to Dawn) de Mitchell Leisen
- 1941 : Shanghaï (The Shanghai Gesture) de Josef von Sternberg
- 1942 : La Sentinelle du Pacifique (Wake Island) de John Farrow
- 1942 : Tueur à gages (This Gun for Hire) de Frank Tuttle
- 1942 : En route vers le Maroc (Road to Morocco) de David Butler
- 1943 : Pour qui sonne le glas (For Whom the Bell Tolls) de Sam Wood
- 1944 : Une femme sur les bras (Practically Yours), de Mitchell Leisen
- 1944 : Quatre Flirts et un cœur (And the Angels Sing) de George Marshall
- 1945 : Le Club des cigognes (The Stork Club) d'Hal Walker
- 1945 : A Medal for Benny d'Irving Pichel
- 1945 : Scandale à la cour (A Royal Scandal) d'Ernst Lubitsch et Otto Preminger
- 1945 : Mascarade à Mexico (Masquerade in Mexico) de Mitchell Leisen
- 1945 : L'Invisible Meurtrier (The Unseen) de Lewis Allen
- 1946 : Anna et le Roi de Siam (Anna and the King of Siam) de John Cromwell
- 1946 : Un cœur à prendre (Heartbeat) de Sam Wood
- 1946 : Féerie à Mexico (Holiday in Mexico) de George Sidney
- 1946 : La Mélodie du bonheur (Blue Skies) de Stuart Heisler
- 1947 : Hollywood en folie (Variety Girl) de George Marshall (caméo - lui-même)
- 1947 : Mon loufoque de mari (Her Husband's Affairs) de S. Sylvan Simon
- 1947 : Les Pirates de Monterey (Pirates of Monterey) d'Alfred L. Werker

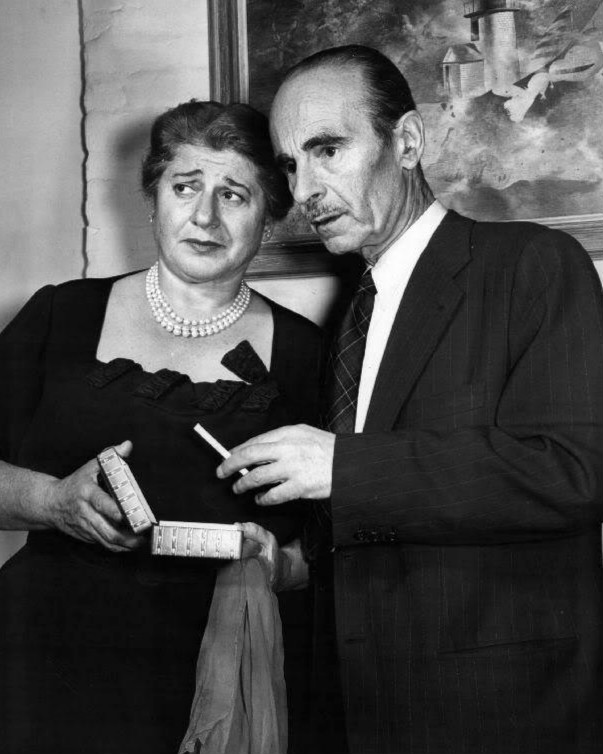
Avec Gertrude Berg, dans la série The Elgin Hour (1954)

- 1948 : Trafic à Saïgon (Saigon) de Leslie Fenton
- 1948 : Le Brigand amoureux (The Kissing Bandit) de László Benedek
- 1949 : N'oubliez pas la formule (Free for All) de Charles Barton
- 1949 : Les Pirates de Capri (I pirati di Capri) d'Edgar G. Ulmer et Giuseppe Maria Scotese (film américano-italien, comme Michael Rasumny)
- 1950 : Hit Parade of 1951 de John H. Auer
- 1952 : Tout peut arriver (Anything Can Happen) de George Seaton
- 1953 : Les Plus Grandes Vedettes du monde (Tonight We Sing) de Mitchell Leisen
- 1953 : Les étoiles chantent (The Stars Are Singing) de Norman Taurog
- 1956 : L'Ardente Gitane (Hot Blood) de Nicholas Ray

### À la télévision (séries)
- 1954 : The Elgin Hour
  - Saison unique, épisode 5 Hearts and Hollywood de Daniel Petrie
- 1955 : Producer's Showcase (en)
  - Saison 1, épisode 8 Darkness at Noon de Delbert Mann
- 1956 : Front Row Center
  - Saison 2, épisode 1 Finley's Fan Club de Ralph Nelson

## Théâtre à Broadway (intégrale)
- 1940 : Russian Bank de Theodore Komisarjevsky et Stuart Mims, avec Ivan Triesault
- 1954 : Colombe (Mademoiselle Colombe) de Jean Anouilh, adaptation de Louis Kronenberger (en), avec Edna Best, Julie Harris, Sam Jaffe, Nehemiah Persoff, Eli Wallach